# A könnyűlovasság támadása (film, 1968)
A könnyűlovasság támadása (eredeti címe The Charge of the Light Brigade) 1968-ban bemutatott angol történelmi filmdráma, Tony Richardson rendezésében, David Hemmings, Trevor Howard, John Gielgud, Harry Andrews és Vanessa Redgrave főszereplésével.
Cselekménye a krími háború előtt és alatt játszódik. A korabeli brit társadalom vezető rétegének erkölcseiről lesújtó képet fest. A hadsereg vezetése bürokráciába süllyedt. A cselekmény csúcspontja balaklavai csatájában (1854. október 25.) indított brit lovasroham, amely a parancsnokok rossz együttműködése miatt kudarcba fulladt, hatalmas véráldozatot követelve. Az ipari forradalom révén átalakult nagy-britanniai társadalmat, az új vezérlő eszméket, a királyi család körüli propagandát, a krími háború (brit szempontok szerinti) előzményeit a film szatirikus rajzfilmbetétekkel szemlélteti, melyeket Richard Williams animátor készített. A filmet több brit filmes díjra jelölték.

## Cselekmény
A történet a krími háború előestéjén kezdődik. Az Egyesült Királyság hadserege négy évtizede (a napóleoni háborúk óta) nem vívott európai szárazföldi háborút. A négy évtizedes békeidő alatt a haderő vezetését eluralta a bürokrácia és a nepotizmus, a hadvezetés módszerei elavultak, a hadügyi vezetőket egy idejét múlt társadalmi szerkezet termeli ki.
A film központi alakja a fiatal Nolan százados (David Hemmings, a magyar szinkronokban „kapitány”), a Brit-Indiai Hadsereg veteránja, aki – tiszttársaitól eltérően – rendelkezik harci tapasztalatokkal, továbbá tiszti rangját nem a szokásos módon pénzért vásárolta, hanem harcmezőn tanúsított érdemeiért előléptetéssel szerezte. Tiszttársainak legtöbbje arisztokrata dilettáns, akik főleg díszszemléken és fogadásokon vitézkednek. Felettese, a 27. lándzsás könnyűlovas ezred parancsnoka Lord Cardigan (Trevor Howard) rátarti, makacs, nyers és erőszakos személy. Szeretőként használja alárendeltjének, Duberly századosnak feleségét, Fannyt (Jill Bennett). Katonái a kor egyszerű közemberei, számukra a katonaság felemelkedést és jövedelmet jelent. Feltétlen engedelmességgel szolgálnak, istenítik parancsnokukat, elszenvedik a legkisebb fegyelemsértésért kegyetlenül kiszabott brutális büntetéseket. Cardigan nyíltan megveti, sértegeti és „indiainak” ócsárolja Nolant. Egy díszvacsorán nyíltan összekülönböznek azon, hogy moseli bor vagy pezsgő kerüljön az asztalra. Barátai figyelmeztetik Nolant, helyeztesse át magát, mert Cardigan szándékosan tönkreteszi. Kettejük konfliktusát a sajtó bőségesen kiteregeti. Nolan százados Lord Raglan (John Gielgud) hadsereg-főparancsnokhoz fordul védelemért. Lord Raglan nem meri megsérteni Lord Cardigant, de átveszi Nolant a vezérkarhoz. Magánéletében Nolan erkölcsi csapdába kerül: legjobb barátjának, Morris századosnak fiatal felesége, Clarisse (Vanessa Redgrave) nyíltan vonzódik hozzá.
1853-ban Oroszország megtámadja Törökországot. A szorongatott „pulyka” (Turkey) megsegítésére a Brit Birodalom és szövetségese, a Francia Császárság katonai intervenciót indít a Krím-félszigetre. Az országot elönti a hangzatos és hazug háborús propaganda. Az arisztokrata tisztek dicsőséget akarnak, a hadiszállítók hatalmas üzletet. A katonafeleségek lelkesen vetélkednek, ki utazhat a frontra a férjével, „háborút nézni”. A békéért tüntetőket Lord Cardigan a saját lovastisztjeivel gázoltatja le. A londoni hadügyminisztériumban méltatlan alkudozás folyik a parancsnoki kinevezések elosztásáról. Lord Lucan (Harry Andrews), Cardigan sógora a hadsereg főparancsnokságát követeli, de be kell érnie a lovasság parancsnokságával, mert a főparancsnokságot az idős Lord Raglan hadügyminiszter, a rég elhunyt Wellington herceg egykori tanítványa magának tartja fenn. Lord Cardigan a könnyűlovasságot kapja, Lord Lucan alárendeltjeként. Mindkét főtiszt arrogáns idiótának tartja a másik sógort és alpári módon sértegeti. Lord Raglan hiába rimánkodik, hogy tegyék félre ellenszenvüket. A főparancsnok szárnysegédjévé kinevezett Nolan örül, hogy elutazhat, így remél megszabadulni Clarisse varázsától. Lord Cardigan magával viszi szeretőjét, Fanny Duberlyt is.
A brit–francia expedíciós seregek partra szállnak a Krímben, és Szevasztopol ostromára vonulnak. Útközben a katonákat a kolera tizedeli, a tisztek közönnyel figyelik beosztottaik nyomorúságát. Az intervenciósok csatát nyernek az Alma-folyónál. A lovasságot azonban Lord Raglan tartalékban tartja, nem veti harcba, emiatt a kevély Cardigan sértve érzi magát. A főparancsnok mellett szolgáló Nolan elkeseredve látja a főtisztek felkészületlenségét és alkalmatlanságát, mely szükségtelen veszteségeket és késlekedést okoz. A britek lassúsága miatt az oroszok megerődítik a Szevasztopolba vezető utat, több gyalogsági csatára kerül sor, súlyos brit emberveszteségekkel. Az ostrom még el sem kezdődött, de Angliában a sajtó már hazug győzelmi cikkeket közöl Szevasztopol sikeres elfoglalásáról és a cár megalázásáról.

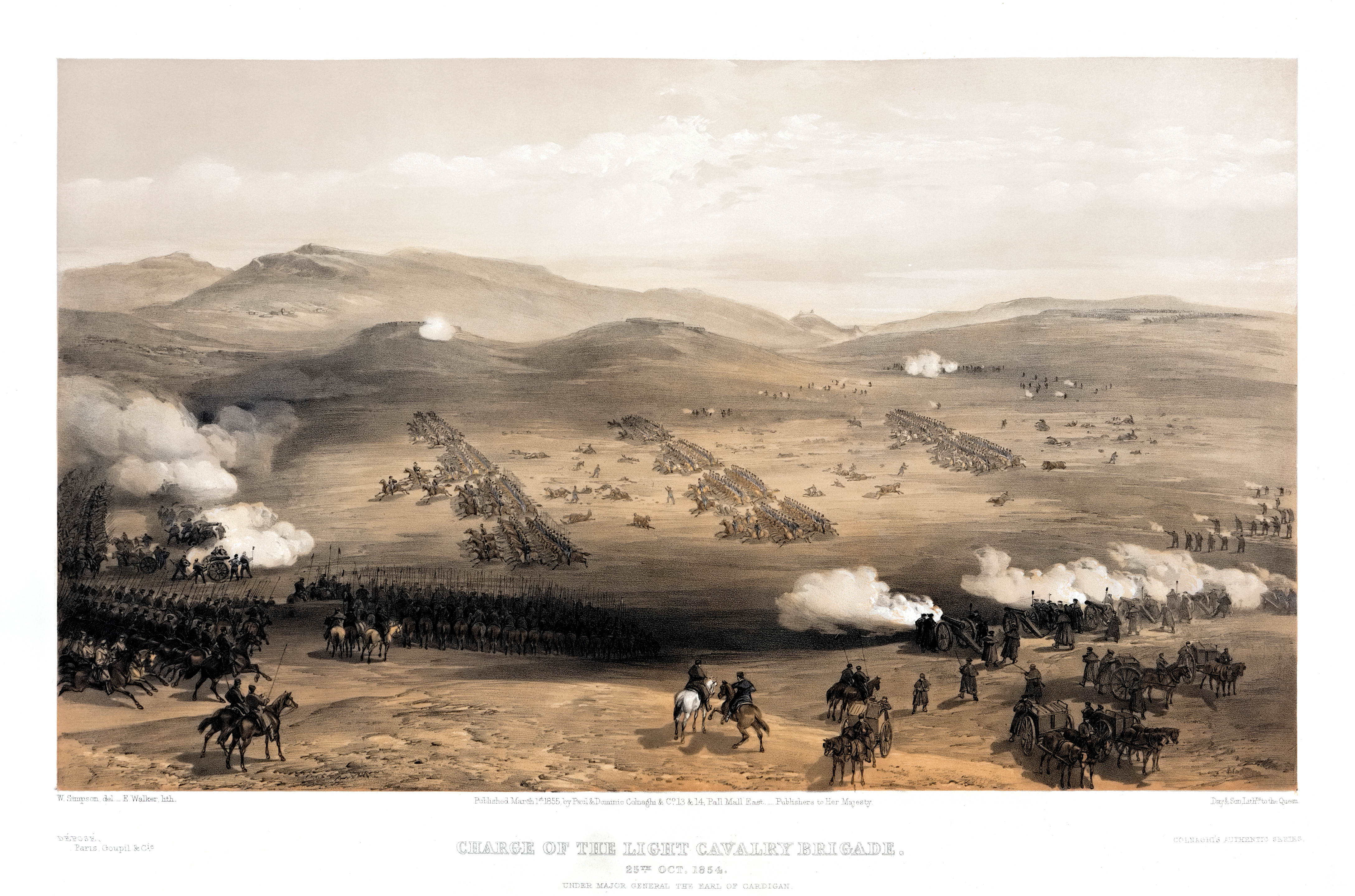
A brit könnyű lovasság támadása William Simpson festményén (1855). A film csatajelenete hűen tükrözi a korabeli látványt.

Balaklava előtt az oroszok, a brit főparancsnok szeme láttára rajtaütnek egy rosszul őrzött brit tüzérütegen, a zsákmányolt ágyúkat magukkal viszik. A magaslatról figyelő Lord Raglan nem reagál, a feldühödött Nolan intézkedést követel az ágyúk visszaszerzésére. A félkarú Raglan egy pontatlanul fogalmazott parancsot diktál hadbiztosának, Airey tábornoknak: a lovasság a völgyben támadja meg és szerezze vissza az ágyúkat. Airey megírja a parancsot, Raglan átolvassa, majd átadja Nolannek kézbesítésre. A völgyben álló két lovassági parancsnok, Lord Lucan és Lord Cardigan értetlenül nézi a parancsot: nem látják a támadás irányát. A türelmetlen Nolan sürgetésére egy másik völgy irányába indulnak, amelyet mindkét oldalon erős orosz tüzérségi ütegek védenek, orosz lovasság fedezete alatt. Nolan sürgeti a támadást, indulás után csatlakozik barátjához, Morris századoshoz. Amikor a vonuló ezredek ágyútűzbe kerülnek, Nolan figyelmeztetni akarja Cardigant, de egy repesztől halálos sebet kap. Lord Cardigan kevélyen tovább vezeti ezredét az orosz ágyúk elleni frontális rohamra. Szörnyű veszteségek árán elérik a tüzérütegeket, de az orosz lovasság ellentámadása visszaveti őket. A brit könnyűlovasság fele elpusztul, a túlélők kis csoportokban vánszorognak visszafelé.
A főtisztek egymásra mutogatva hárítják át a felelősséget a katasztrófáért. Lord Raglan az öntelt Lord Cardigant okolja a pusztulásért. Cardigan a parancsnokára, Lord Lucanra hárítja a felelősséget, Lucan pedig Lord Raglan írott parancsára hivatkozik. A félkarú főparancsnok a parancsot lejegyző Airey tábornokra hárítja a felelősséget, mondván, a parancsot nem ő maga írta. A film az egymást okoló, vádaskodó brit főtisztek veszekedésével zárul, a brit halottakkal és sebesültekkel borított csatatér mellett.

## Főbb szereplők
| Szerep                                                                          | Színész                | Magyar hangja (1. szinkron, 1970) |
| ------------------------------------------------------------------------------- | ---------------------- | --------------------------------- |
| Lord Cardigan ezredparancsnok, a brit könnyűlovasság parancsnoka                | Trevor Howard          | Egri István                       |
| Lord Lucan, a brit lovasság parancsnoka                                         | Harry Andrews          | Somogyvári Rudolf                 |
| Lord Raglan, brit főparancsnok                                                  | John Gielgud           | Benkő Gyula                       |
| Mrs. Clarissa Morris, William Morris felesége                                   | Vanessa Redgrave       | Békés Rita                        |
| Louis Edward Nolan százados                                                     | David Hemmings         | Tahi Tóth László                  |
| Mrs. Fanny Duberly, Henry Duberly felesége                                      | Jill Bennett           | Dallos Szilvia                    |
| Henry Duberly százados, hadbiztos, Fanny férje                                  | Peter Bowles           | Láng József                       |
| Fitz Maxse kapitány, Lord Raglan szárnysegédje                                  | Ben Aris               | Kertész Péter                     |
| Armand de Saint-Arnaud marsall, francia főparancsnok                            | Georges Douking        | N/A                               |
| James Yorke Scarlett tábornok, a brit nehézlovasság parancsnoka                 | Leo Britt              | N/A                               |
| Richard Airey tábornok, Lord Raglan vezénylő hadbiztosa (Quartermaster General) | Mark Dignam            | Tomanek Nándor                    |
| George Brown altábornagy, a brit könnyű gyalogság parancsnoka                   | Howard Marion-Crawford | N/A                               |
| William Morris százados, Clarissa férje                                         | Mark Burns             | N/A                               |
| Moggs, lovasoktató tiszt                                                        | Alan Dobie             | Gelley Kornél                     |
| Dodge törzsőrmester                                                             | Roy Pattison           | Szabó Gyula                       |
| Smith törzsőrmester                                                             | John Trenaman          | Mádi Szabó Gábor                  |
| William Howard Russell újságíró, haditudósító                                   | T. P. McKenna          | N/A                               |

## Gyártás
A forgatókönyv első változatát John Osborne írta, a végleges változatot Charles Wood. A rendező szándéka szerint a filmnek a valós történések brutalitását kellett érzékeltetnie. A korabeli politikai intrikák és a hadjárat ábrázolása javarészt Cecil Woodham-Smith hadtörténész 1953-as The Reason Why című monográfiáján alapul. A film fejezeteit összekötő, a politikai hátteret szemléltető színes grafikus animációkat Richard Williams filmrendező–animátor készítette, a Punch magazin korabeli, 19. századi karikatúráinak stílusában. A film zenéjét John Addison komponálta, a képi világ David Watkin operatőr munkája.
Tony Richardson rendező emlékiratai szerint Lord Cardigan szerepét eredetileg Rex Harrisonnak ajánlották. A sajtóban azonban téves találgatások jelentek meg arról, hogy Richardson George C. Scottal tárgyal a főszerepről. Ezt olvasva Harrison megsértődött és visszalépett, a szerep végül Trevor Howardnak jutott, aki briliánsan alakította a karaktert. A filmben szerepel Richardson ex-felesége, Vanessa Redgrave (1967-ben váltak el), és kis kámeószerepekben két gyermekkorú kislányuk, az akkor ötéves Natasha és a hároméves Joely.

## Forgatási helyszínek

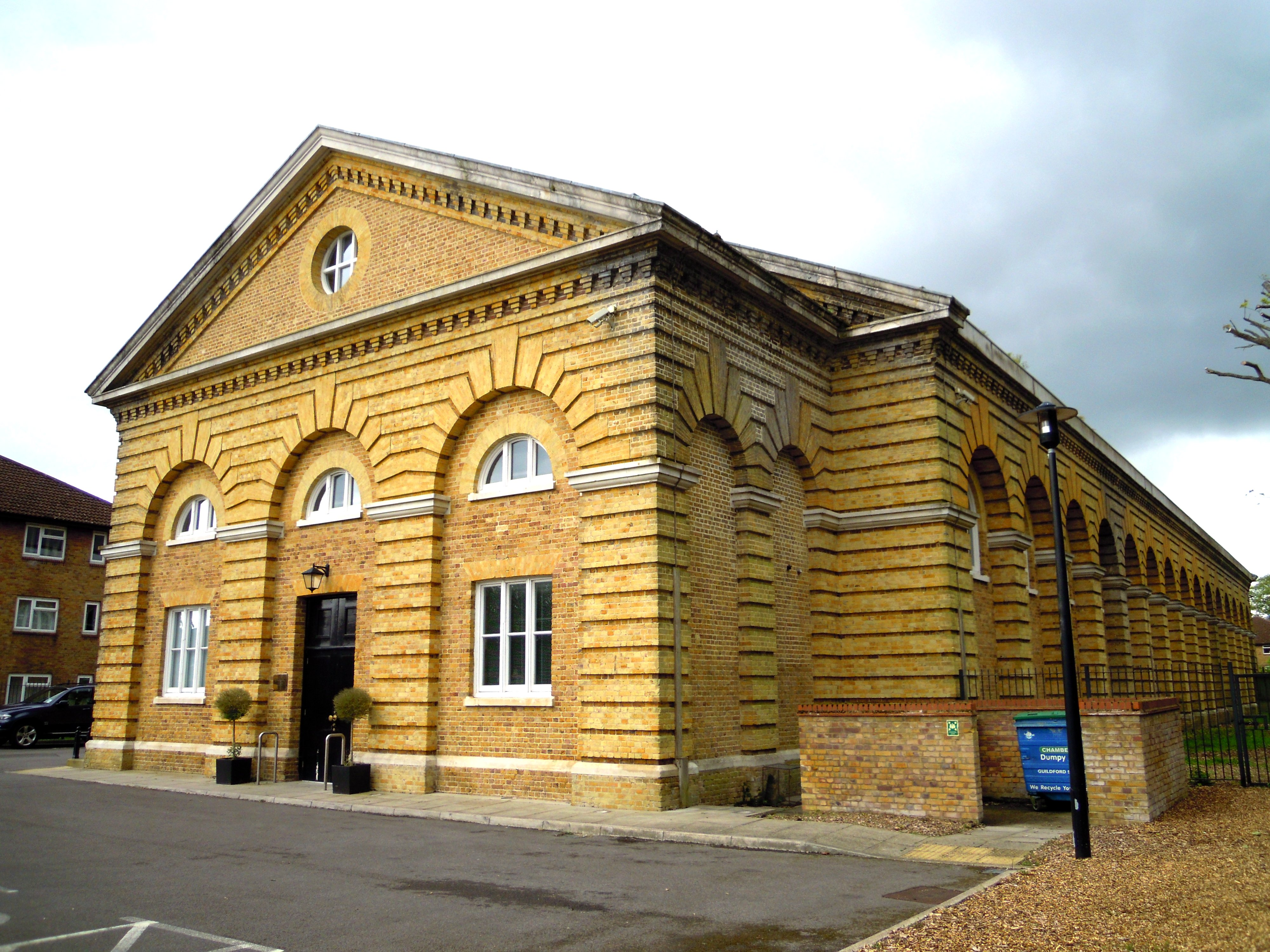
Az egyik forgatási helyszín: a Beaumont laktanya lovardája Aldershotban

Lord Cardigan valódi rezidenciája London St James’s negyedében, a Carlton House Terrace nevű utca 17. szám alatt volt. A film itt játszódó jeleneteit ennek közelében, a Carlton House Terrace 6. szám alatt vették fel. 
Más londoni jeleneteket a greenwich-i Royal Naval Hospitalban (haditengerészeti kórházban), a Királyi Pénzverde (Royal Mint) épületében forgattak. Ez utóbbi reprezentálja a Horse Guards palotát, a hadsereg korabeli főparancsnokságát.
A lovasezred londoni laktanyájában játszódó jelenetek helyszíne az aldershoti Beaumont Barracks volt (Hampshire grófságban). A Krímben játszódó történéseket és a lovasrohamokat Törökország forgatták. A különleges effekteket és Bob Simmons kaszkadőr csoportja valósította meg.

## Fogadtatás
Tony Richardson rendező a film ünnepélyes bemutatója előtt – a szokásokkal ellentétben – nem tartott külön zártkörű vetítést a kritikusoknak. A The Times hasábjain a rendező élesen bírálta az angol filmkritikusokat, „elkényeztetett és követelőző kölyköknek” nevezte őket, akik véleményüket a lehető „legszubjektívebb, legfelületesebb módon alkotják, a világon létező legkevesebb jóindulattal”. Ennek dacára a film aránylag jó szakmai kritikákat kapott, a mozikban viszont nagyon gyenge jegybevételt produkált, díjakat sem nyert.
A film bemutatójának idején Európában és az Egyesült Államokban igen erős volt a vietnámi háború ellenzőinek hangja, a közvéleményt heves háborúellenes érzések uralták. Nyugat-Európában néhány héttel korábban zajlottak az 1968-as antikapitalista diákmozgalmak és sztrájkhullámok, Csehszlovákiában zajlottak a prágai tavasz eseményei, küszöbön állt a Varsói Szerződés katonai intervenciója. Elemzők máig vitatják, hogy az élesen antimilitarista szemléletű filmet a korabeli közvélemény tekinthette-e egyfajta figyelmeztető jóslatnak és tiltakozásnak, mindenféle külföldre irányuló katonai beavatkozás ellen.
Kuroszava Akira japán filmrendező, a harci témájú filmek mestere, Richardson alkotását kedvenc száz filmje közé sorolta.

## Elismerések
A filmet hét kategóriában jelölték BAFTA-díjra, de végül egyiket sem kapta meg:
- Jelölés: BAFTA/Anthony Asquith-díj a legjobb filmzenének – John Addison
- Jelölés: BAFTA-díj a legjobb férfi főszereplő színésznek – Trevor Howard)
- Jelölés: BAFTA-díj a legjobb látványtervezésért – Edward Marshall
- Jelölés: BAFTA-díj a legjobb operatőrnek – David Watkin
- Jelölés: BAFTA-díj a legjobb jelmeztervezésért – David Walker
- Jelölés: BAFTA-díj a legjobb vágásnak – Kevin Brownlow
- Jelölés: BAFTA-díj a legjobb hangnak – Simon Kaye

## További információ
- A könnyűlovasság támadása a PORT.hu-n (magyarul)
- A könnyűlovasság támadása az Internetes Szinkronadatbázisban (magyarul)
- A könnyűlovasság támadása az Internet Movie Database-ben (angolul)
- A könnyűlovasság támadása a Box Office Mojón (angolul)
- La Charge de la brigade légère (francia nyelven). AlloCiné.fr
- Der Angriff der leichten Brigade (német nyelven). Filmdienst.de
- A könnyűlovasság támadása (1968) (magyar nyelven). TMDB (The MovieWeb Adatbázis)
- A könnyűlovasság támadása (1968) (magyar nyelven). MAFAB.hu

## Kapcsolódó szócikk
- A könnyűlovasság (The Charge of the Light Brigade), 1936-os amerikai film